# Iridopelma
Iridopelma es un género de arañas migalomorfas de la familia Theraphosidae. Es originario de Brasil.

## Géneros
Según The World Spider Catalog 11.0:
- Iridopelma hirsutum Pocock, 1901
- Iridopelma seladonium (C. L. Koch, 1841)
- Iridopelma zorodes (Mello-Leitão, 1926)